# Senhora do Destino
Senhora do Destino är en brasiliansk såpopera (från åren 2004-2005).

## Medverkande
| Skådespelare           | Roll                                                              |
| ---------------------- | ----------------------------------------------------------------- |
| Susana Vieira          | Maria do Carmo Ferreira da Silva (Do Carmo)                       |
| Renata Sorrah          | Maria de Nazaré Esteves Tedesco                                   |
| Carolina Dieckmann     | Maria Isabel Esteves Tedesco (Lindalva) / Maria do Carmo (jovem)  |
| José Wilker            | Giovanni Improtta (Geová)                                         |
| Eduardo Moscovis       | Reginaldo Ferreira da Silva (Naldo)                               |
| Letícia Spiller        | Viviane Vianna Ferreira da Silva                                  |
| José Mayer             | Dirceu de Castro (Troca-Letras)                                   |
| Leandra Leal           | Maria Cláudia Tedesco Ferreira da Silva (Claudinha)               |
| Marcello Antony        | Viriato Ferreira da Silva                                         |
| Débora Falabella       | Maria Eduarda Corrêia de Andrade e Couto Ferreira da Silva (Duda) |
| Leonardo Vieira        | Leandro Ferreira da Silva                                         |
| Dado Dolabella         | Plínio Ferreira da Silva                                          |
| Carol Castro           | Angélica Ferreira da Silva                                        |
| Dan Stulbach           | Edgard Legrand                                                    |
| José de Abreu          | Josivaldo da Silva                                                |
| Glória Menezes         | Laura Corrêa de Andrade Couto (Baronesa de Bonsucesso)            |
| Raul Cortez            | Pedro Correia de Andrade e Couto (Barão de Bonsucesso)            |
| Marília Gabriela       | Josefa Medeiros Duarte Pinto / Maria Guilhermina Medeiros         |
| Tânia Khalill          | Marinalva Ferrari (Nalva)                                         |
| Ângela Vieira          | Gisela de Andrade Couto                                           |
| Wolf Maya              | Leonardo Corrêia de Andrade e Couto                               |
| Elizângela             | Djenane Pereira                                                   |
| Nelson Xavier          | Sebastião Ferreira da Silva                                       |
| Ludmila Dayer          | Danielle Meira                                                    |
| Yoná Magalhães         | Flaviana Meira                                                    |
| Helena Ranaldi         | Yara Steiner                                                      |
| Leonardo Miggiorin     | Políbio Vieira dos Santos (Shao Lin)                              |
| Maria Maya             | Regina Ferreira da Silva (Regininha)                              |
| Adriana Lessa          | Rita de Cássia das Neves                                          |
| Heitor Martinez        | João Manoel Improtta                                              |
| Miriam Pires           | Clementina Vieira da Silva                                        |
| Italo Rossi            | Alfred                                                            |
| Ana Rosa               | Belmira                                                           |
| Flávio Migliaccio      | Jacques Pedreira (Seu Jacques)                                    |
| Mara Manzan            | Janice Ferreira da Silva                                          |
| André Gonçalves        | Venâncio Ferreira da Silva                                        |
| Mylla Christie         | Eleonora Ferreira da Silva                                        |
| Bárbara Borges         | Jennifer Improtta                                                 |
| Mário Frias            | Thomas Jefferson Bezerra de Souza                                 |
| Thiago Fragoso         | Alberto Pedreira                                                  |
| André Mattos           | Vanderlei Madruga (Madruga)                                       |
| Cristina Mullins       | Aurélia Vieira da Silva                                           |
| Reinaldo Gonzaga       | Rodolpho (Fotógrafo)                                              |
| Eduardo Fraga          | Ubaldo (Jornalista)                                               |
| Stella Freitas         | Cícera                                                            |
| Cristina Galvão        | Jandira                                                           |
| Sílvia Salgado         | Aretuza                                                           |
| Gottsha                | Crescilda Duarte                                                  |
| Malu Valle             | Shirley                                                           |
| Guida Vianna           | Fausta                                                            |
| Luiz Henrique Nogueira | Ubiraci                                                           |
| Ronnie Marruda         | Gilson das Neves (Cigano)                                         |
| Nuno Melo              | Constantino Pires                                                 |
| Jéssica Sodré          | Daiane das Neves                                                  |
| Agles Steib            | Maikel Jackson das Neves                                          |
| Leonardo Carvalho      | Gatto                                                             |
| Marcela Barrozo        | Bianca Ferreira da Silva                                          |
| Thadeu Matos           | Bruno Ferreira da Silva                                           |